# 레이얀 항공
레이얀 항공(영어: Rayyan Air)은 파키스탄의 화물 항공사로 카라치와 아랍에미리트의 합작으로 2009년에 설립했다. 본사는 파키스탄 이슬라마바드에 위치해 있으며 파키스탄의 민간 항공 기관을 통해 여객을 비롯해 화물과 전세 항공편을 운영이 가능하다.

## 보유 기종
- 2012년 3월 기준으로 레이얀 항공은 다음과 같은 기종을 보유하고 있으며 평균 기령은 30.3년이다.[2]